# Ижак (река)
Ижак — река в России, протекает по Зейскому району району Амурской области. Длина реки — 80 км. Площадь водосборного бассейна — 979 км².
Начинается на восточном склоне северной окраины хребта Соктахан, в елово-лиственничной тайге. Течёт сначала на северо-восток, затем — на север по заболоченной лиственничной тайге. Впадает в Уркан слева в 88 км от его устья на высоте около 320 м над уровнем моря. Ширина реки в низовьях — 12 м при глубине 0,7 м.
По долине Ижака, вдоль его течения, проходит железнодорожная линия Новый Ургал — Тында. Вблизи устья реки — разъезд Ижак.
Название реки происходит от искажённого эвенкийского слова иг — 'звонкая, шумная'.

## Притоки
Объекты перечислены по порядку от устья к истоку.
- 6 км: Большой Киряк[3] (лв.)
- Налкыджак[6] (пр.)
- Конкир[6] (пр.)
- Ровный[6] (пр.)
- 52 км: Пятнадцатый[3] (лв.)
- 52 км: Сосновый[6] (пр.)
- 54 км: Двенадцатый[3] (лв.)
- Мочажинный[5] (лв.)

## Данные водного реестра
По данным государственного водного реестра России относится к Амурскому бассейновому округу, речной бассейн реки Амур, речной подбассейн реки — Зея, водохозяйственный участок реки — Зея от истока до Зейского гидроузла.
Код объекта в государственном водном реестре — 20030400112118100025425.